# The Death Trap (film 1913)
The Death Trap è un cortometraggio muto del 1913 diretto da Paul Powell.

## Produzione
Il film fu prodotto dalla Lubin Manufacturing Company.

## Distribuzione
Distribuito dalla General Film Company, il film - un cortometraggio in una bobina - uscì nelle sale USA il 26 dicembre 1913.